# Filoncholaimus filicaudatus
Filoncholaimus filicaudatus är en rundmaskart som först beskrevs av E. Ditlevsen 1926.  Filoncholaimus filicaudatus ingår i släktet Filoncholaimus och familjen Oncholaimidae. Inga underarter finns listade i Catalogue of Life.